# 水落 (富山市)
水落（みずおち）は、富山県富山市の町名である。水が得やすい地勢だったことから古代からの穀倉地帯となっていた。

## 概要
水落という地名は特に湧水が多く出る地域だったことに由来する。

## 宅地造成
当地区は、富山市中心部から北東へ6.6kmに位置し、あいの風とやま鉄道線東富山駅に隣接した公共交通の利便性が高い地区であり、周辺には富山県済生会富山病院や富山東高校、富山市民球場をはじめとしたスポーツ施設などの公共公益施設が多数立地している。また、当地区は、富山市都市マスタープランにおいて、「公共交通沿線での居住を推進する地区」に位置付けられており、居住や日常生活に必要な都市機能の集約を図り、駅を拠点としての居住環境の形成が望まれる地区である。こういった点から水落集落か宅地造成などとして開発されることとなった。

## 歴史
- 1889年（明治22年）4月1日 - 町村制施行に伴い水落村が上新川郡豊田村、城川原村、犬島村、米田村、下冨居村、粟島村、広田上野新村、広田牧村と合併し、豊田村となる。

## 参考出典
『富山県の地名』平凡社